# Peter Hellberg
Bo Peter Hellberg, född 6 september 1966, är en svensk fackföreningsledare. Den 12 oktober 2023 valdes han till förbundsordförande i Unionen. Sedan tidigare var han ordförande för UNI-Europa och vice ordförande för TCO. 
Hellberg har en bakgrund som systemutvecklare på IBM i Eskilstuna och blev 2004 förste vice ordförande i SIF. I oktober 2008 blev han förste vice ordförande i det nybildade fackförbundet Unionen, som bildades när HTF och SIF gick samman. Han var därefter förste vice ordförande till 2023, då han efterträdde Martin Lindner som förbundsordförande.